# Delia antiqua
Delia antiqua är en tvåvingeart som först beskrevs av Johann Wilhelm Meigen 1826.  Delia antiqua ingår i släktet Delia och familjen blomsterflugor. Arten är reproducerande i Sverige. Inga underarter finns listade i Catalogue of Life.

## Bildgalleri

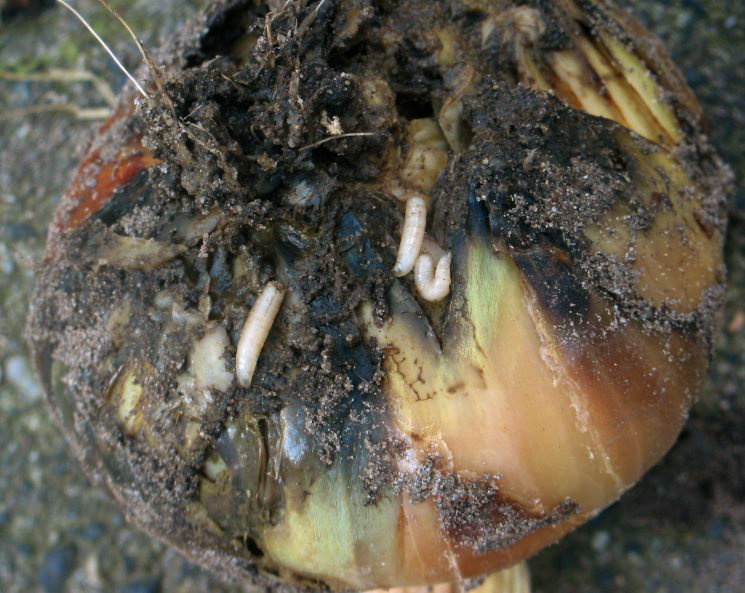
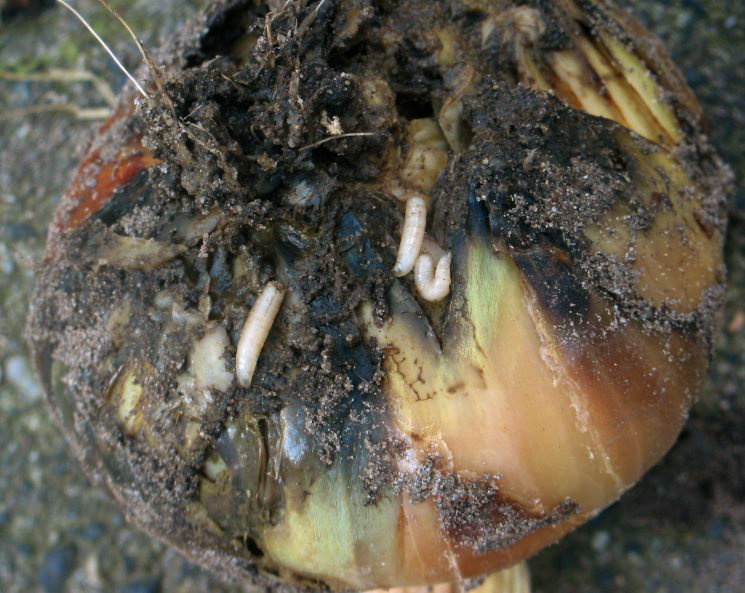